# Torre BMW
Torre BMW (en alemán: BMW-Vierzylinder, 'BMW cuatro cilindros'; también Torre BMW) es una de las principales atracciones en Múnich, ciudad que ha albergado por 30 años las oficinas centrales del fabricante de autos BMW. Fue declarado edificio histórico en 1999. Una extensiva remodelación se llevó a cabo entre 2004 y 2006.

## Concepto y construcción
La torre principal fue construida entre 1968 y 1972 y completada justo a tiempo para los Juegos Olímpicos de Múnich 1972, siendo inaugurada el 18 de mayo de 1973. El edificio se eleva 101 m (casi 331 pies) de altura, se encuentra cerca del Olympic Village y es citado como uno de los más notables ejemplos de la arquitectura de Múnich. La forma del exterior imita al neumático de un coche de carreras, con el garaje representando la tapa de cilindros. Ambas construcciones fueron diseñadas por el arquitecto austriaco Karl Schwanzer.
La torre se compone de cuatro cilindros verticales de pie, uno al lado del otro. En particular, estos cilindros no están sobre el terreno, sino suspendidos de una torre de apoyo central. La torre tiene un diámetro de 52,3 metros (aproximadamente 171 pies). El edificio tiene 22 pisos ocupados, de los cuales dos son sótanos y 18 sirven como espacio de oficinas. BMW (Bayerische Motoren Werke) tiene su sede principal en Múnich. Después de la Primera Guerra Mundial se prohibió a Alemania fabricar motores de aviación, por lo que BMW comenzó a producir frenos para ferrocarriles. Desde 1923 la compañía se introdujo en el sector de vehículos iniciando la fabricación de motocicletas y pocos años después BMW obtuvo una licencia para fabricar un automóvil pequeño.